# 李耀滋
李耀滋（Yao Tzu Li，1914年—2011年8月14日），生於順天府（今北京市），籍貫福建閩侯。美籍華裔物理學家、工程師、美国国家工程院院士、全美华人协会主席，是一位流体力学专家。

## 生平
民國二十三（1934年）畢業於國立北平大學電機工程系。民國二十六年（1937年）畢業於国立中央大学工学院机械特别班碩士學位。1937年赴美国麻省理工学院留学，获博士学位。1940-1944年作为建厂总工程师主持建造中国第一个飞机发动机制造厂——大定航空发动机厂。曾任麻省理工学院教授、发明创新中心主任。在麻省理工学院工作的同时，先后创办三所企业。

## 家庭
其弟李诗颖亦为美国国家工程院院士。伯父李景铭为清末进士，叔父李乔苹为化学家。诺贝尔化学奖得主钱永健是其外甥。

## 书目
- 《有启发而自由（- 从中国私塾到美国发明家企业家院士的北京人）》 李耀滋著